# Spirorbis porosa
Spirorbis porosa är en ringmaskart som beskrevs av Chenu in Mörch 1863. Spirorbis porosa ingår i släktet Spirorbis och familjen Serpulidae. Inga underarter finns listade i Catalogue of Life.